# Manolo Portanova
Manolo Portanova (Nápoles, Italia, 2 de junio de 2000) es un futbolista italiano que juega en la demarcación de centrocampista para la A. C. Reggiana 1919 de la Serie B

## Biografía
Empezó a formarse como futbolista en las filas inferiores de la S. S. Lazio y de la Juventus F. C. hasta que finalmente en 2019 subió al primer equipo. Hizo su debut como futbolista el 26 de mayo de 2019 en un encuentro de la Serie A contra la U. C. Sampdoria, donde sustituyó a Emre Can en el minuto 58. En enero de 2021 abandonó el conjunto turinés tras ser traspasado al Genoa C. F. C.

## Clubes
| Club                  | País   | Año       | Partidos | Goles |
| --------------------- | ------ | --------- | -------- | ----- |
| Juventus F. C. sub-23 | Italia | 2019-2020 | 26       | 0     |
| Juventus F. C.        | Italia | 2020-2021 | 4        | 0     |
| Genoa C. F. C.        | Italia | 2021-2023 | 43       | 2     |
| A. C. Reggiana 1919   | Italia | 2023-     | 39       | 7     |

## Palmarés

### Campeonatos nacionales
| Título              | Club           | País   | Año  |
| ------------------- | -------------- | ------ | ---- |
| Serie A             | Juventus F. C. | Italia | 2019 |
| Supercopa de Italia | Juventus F. C. | Italia | 2020 |